# German Unix User Group
Die German Unix User Group (GUUG) ist ein eingetragener Verein, dessen Zweck die Förderung der wissenschaftlichen Forschung, der technischen Entwicklung und der Kommunikation offener Computersysteme insbesondere im Zusammenhang mit Unix-artigen Betriebssystemen und dazugehöriger Software ist. Diesem Zweck dienen insbesondere Publikationen sowie Vortrags- und Konferenzveranstaltungen.
Zurzeit veranstaltet die GUUG jährlich das Frühjahrsfachgespräch, das sich an professionelle System- und Netzwerkadministratoren, IT-Sicherheits-Experten sowie Unix-Entwickler richtet.
Die GUUG organisierte auch den Linux-Kongress (1994–2010), die Konferenzmesse Offene Systeme (-1998), das Free Software/Open Source Telephony Summit (2004–2006), die OpenSolaris Developer Conference (2007–2009), die European Conference on Applied IPv6 (2007) und die International Conference on LDAP (2007, danach im zweijährlichen Rhythmus von anderen Veranstaltern organisiert).
In verschiedenen Ballungszentren gibt es regelmäßige lokale Treffen.
Die GUUG gibt zweimal im Jahr die Online-Zeitschrift UpTimes mit Fachartikeln zu aktuellen IT-Themen heraus.